# Prefettura del pretorio dell'Illirico
La prefettura del pretorio dell'Illirico (latino: praefectura praetorio per Illyricum; greco: ἐπαρχότης/ὑπαρχία τῶν πραιτωρίων τοῦ Ἰλλυρικοῦ) era una delle quattro grandi prefetture del pretorio in cui fu diviso il tardo Impero romano. Il centro amministrativo della prefettura fu inizialmente Sirmio, e poi, dopo il 379, Tessalonica. Prese il nome dalla vecchia provincia romana dell'Illirico, e al suo apogeo comprendeva la Pannonia, il Norico, Creta e gran parte dei Balcani tranne la Tracia.

## Storia amministrativa

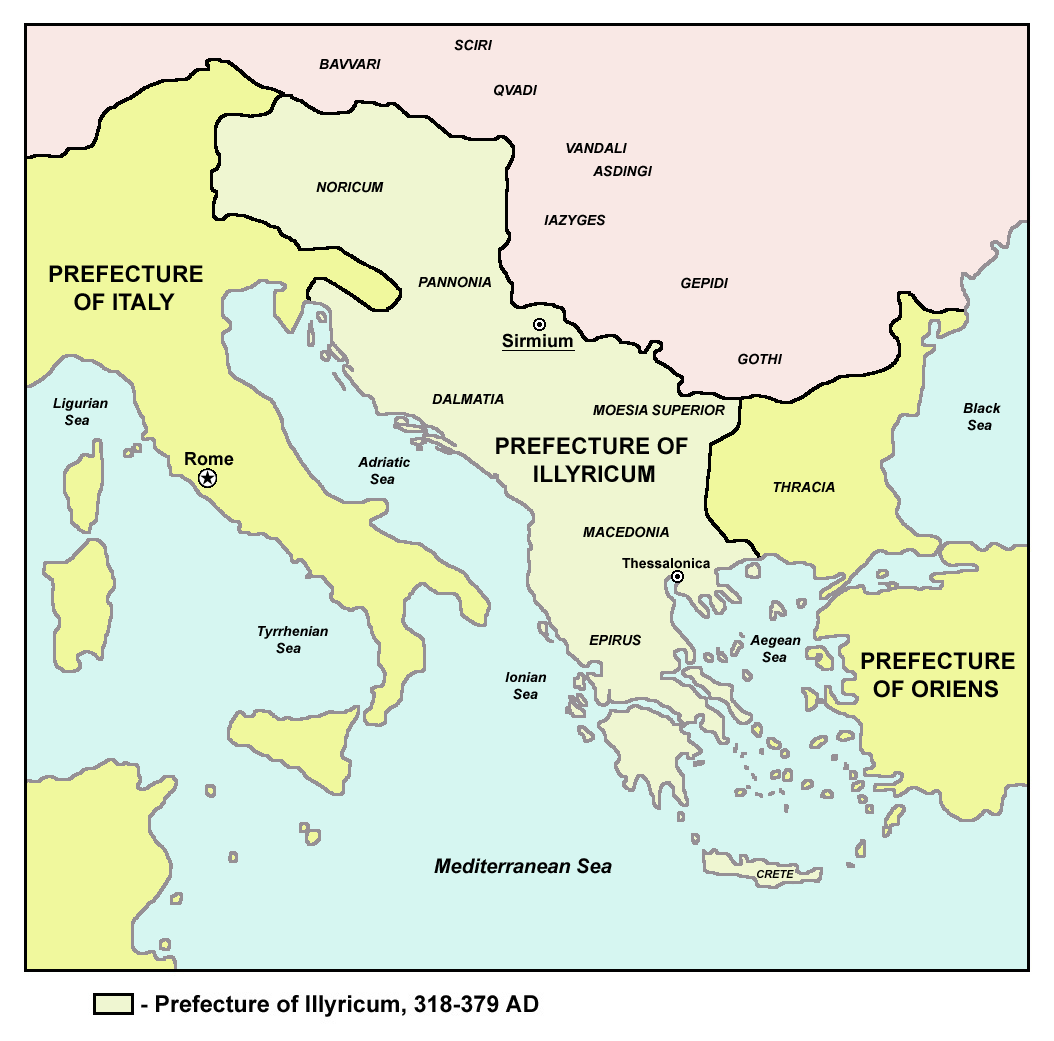
La prefettura nel corso del IV secolo

A differenza delle altre tre prefetture "classiche" che sono menzionate nella Notitia dignitatum (Gallia, Italia e Oriente), la storia amministrativa dell'Illirico durante il IV secolo fu turbolenta, poiché fu soppressa, ripristinata e divisa varie volte.
Inizialmente i territori comprendenti la prefettura appartenevano alla Prefettura d'Italia, Illirico e Africa, quando venne istituita nel 337 in seguito alla spartizione dell'impero tra i figli di Costantino I. Sembra che le tre diocesi di Macedonia, Dacia e Pannonia furono per la prima volta raggruppate in una separata prefettura del pretorio nel 357 da Costanzo II. Continuò a esistere fino al 361, quando venne soppressa dall'imperatore Giuliano, e tornò di nuovo in vita nel 375-379 sotto Graziano.
Nel 379 la Diocesi di Pannonia fu di nuovo aggiunta all'Italia come "diocesi dell'Illirico", mentre Macedonia e Dacia ("Illirico orientale") per un breve periodo furono governate direttamente da Teodosio I da Tessalonica.
Negli anni successivi anche Dacia e Macedonia furono incorporate nella prefettura d'Italia, tranne per il periodo 388-391, quando costituirono una prefettura separata.
Dopo la morte di Teodosio nel 395 e la permanente divisione dell'Impero la ricostituita prefettura dell'Illirico incorporò le diocesi di Macedonia e Dacia, con Tessalonica come capitale. Tuttavia, l'Impero romano d'Occidente, specialmente durante la reggenza del generale Stilicone, continuò a rivendicare a loro la prefettura fino al 437, quando Galla Placidia e Valentiniano III riconobbero la sovranità dell'Impero d'Oriente sulla prefettura.
Sembra che la capitale della prefettura fu di nuovo spostata per un breve periodo (437-441) a Sirmio, ma gli storici dibattono sullo spostamento poiché i Balcani settentrionali erano devastati dalle invasioni.
L'intenzione di Giustiniano I di spostare la capitale alla città da lui costruita di Justiniana Prima negli anni 540 non si realizzò.

## Lista dipraefecti praetorio per Illyricum
- Vulcacio Rufino (347-352)
- Anatolio (357-360)
- Florenzio (360-361)
- Sesto Petronio Probo (364)
- Eutichiano (396-397)
- Anatolio (397-399)
- Clearco (402/407)
- Giovio (407)
- Erculio (408-410)
- Leonzio (412-413)[9]
- Strategio (415)[9]
- Filippo (420-421)[9]
- Nestorio (421/423)[9]

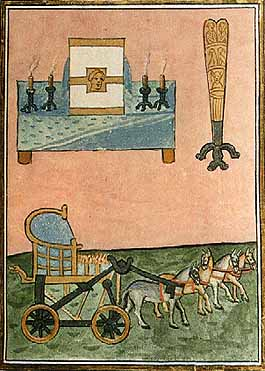
Insignia del Prefetto del Pretorio dell'Illirico

- Gessio (fratello di Elia Eudocia; tra il 421 e il 443 circa)
- Antemio Isidoro (22 aprile-10 ottobre 424)
- Florenzio (422/428, sicuramente Prefetto del pretorio, probabilmente dell'Illirico)
- Antioco (427)[9]
- Simplicio Regino (435)
- Eubulo (436)[9]
- Leonzio (435/441)[9]
- Talassio (439)[9]
- Valentino Georgio Ippasia (439/442)[9]
- Apreemio (441)[9]
- Teodoro (444)[9]
- Ormisda (448)
- Salomone (449)[9]
- Eulogio (prima del 451)[9]
- Valentiniano (452)[9]
- Eusebio (463)[9]
- Callicrate (468-469)[9]
- Aureliano o Protadio (473)[9]
- Paolo (474)[9]
- Giovanni (479)
- Giovanni Tommaso (480/486; forse identico al precedente Giovanni)[9]
- Sparziazio (491/518)[9]
- Tommaso (500)[9]
- Giovanni (517)[9]
- Stefano (521/522 o 529)[10]
- Archelao (prima del 524)